# Mali Gaber
Mali Gaber je naselje v občini Trebnje.
Mali Gaber je gručasta vasica na griču zahodno od Velikega Gabra. K naselju spada tudi zaselek Klanec na južni strani naselja, v dolini Topole in proti Cesti pa se razprostirajo polja, predvsem na pobočjih manjših gričev. Za cerkvijo svetega Mihaela, ki je bila zgrajena v 16. stoletju je estavela Paradiž, iz katere ob obilnejšem deževju bruha voda in odteka v dolino. Na jugu je v hribu Kuščarjeku kamnolom, nad njim pa podzemeljska jama Mirenščica. Iz Malega Gabra sta bila doma Jožef Rosina (1810 – 1889), narodni delavec in Ivan Zorec (1880 – 1952), pripovednik in publicist.